# Antigua Sede de Correo de Hamburgo
La Antigua Dirección Superior de Correo (en alemán: Alte Oberpostdirektion Hamburg) es un céntrico edificio histórico de la ciudad de Hamburgo, al norte de Alemania, ubicado en la Stephansplatz (Innenstadt), al oeste del Alster inferior (Binnenalster). Construido entre 1883 y 1887 como sede principal de la Imperial Dirección Superior de Correo de la Ciudad Libre y Hanseática (OPD Hamburg), fue utilizado por dicha institución durante 90 años.
El edificio, conocido históricamente como el Postpalast (‘Palacio del Correo’) por su aspecto y dimensiones, forma parte del registro de patrimonio de la ciudad desde los años 1990. En 2011, pasó por una importante renovación y sus instalaciones fueron modernizadas, siendo reconvertido para su uso como centro comercial y centro de consultas médicas.

## Historia y arquitectura
La construcción de cuatro plantas, cuya fachada más larga —de 300 metros de longitud (incluida la ampliación de principios del siglo XX)— da a la Gorch-Fock-Wall (una calle que reúne algunos de los edificios monumentales más destacados del distrito), está dividida en tres partes y se extiende entre dicha calle, la avenida Dammtorstraße y el Dammtorwall, en la Hamburg-Neustadt. Su actual techo de cristal fue incorporado posteriormente.

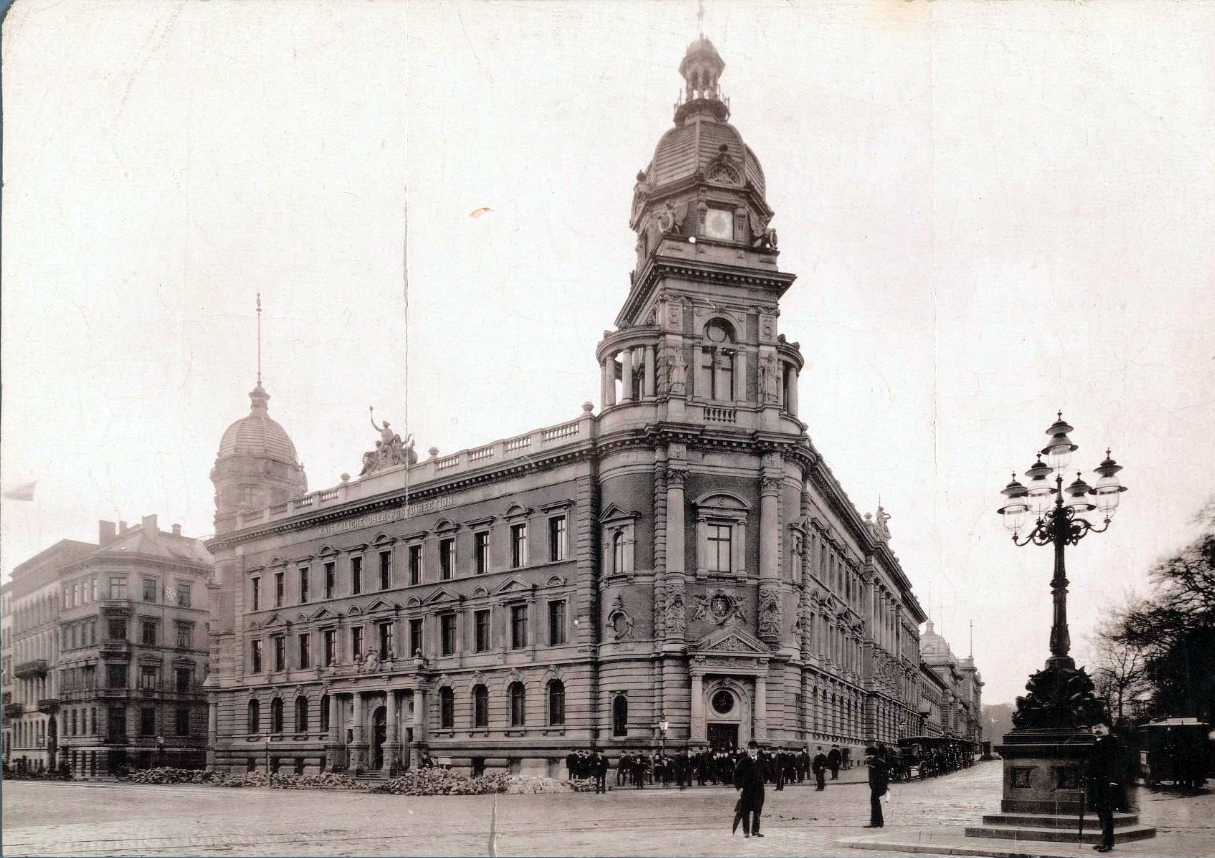
Fotografía de la entonces Imperial Dirección Superior de Correo, hacia 1890.

El edificio principal (que es también el original), de 100 metros de largo y un aspecto palaciego, fue construido al estilo neorrenacentista siguiendo los planos del arquitecto Julius Carl Raschdorff, e inaugurado el 5 de febrero de 1887 por el director general de correo y organizador del sistema postal alemán, Heinrich von Stephan, en nombre del emperador Guillermo I. Inspirado por las edificaciones italianas de la época, el interior del edificio incluía elementos de mármol, estuco, techos de espejo, columnas de hierro y figuras doradas. Originalmente, la primera planta servía como beletage, es decir, un piso de baja altura con fines residenciales destinado a un noble o un ciudadano de alto rango, lo cual afectó el diseño del edificio entero, cuyas proporciones pueden parecer algo «comprimidas».
El edificio cuenta con tres torres en tres de sus esquinas, todas rematadas con cúpulas de ocho caras y luciendo unas clásicas ventanas arqueadas y grabados decorativos. La principal entre ellas es la que hace esquina entre Gorch-Fock-Wall y Dammtorstraße, de dimensiones algo mayores —tanto en circunferencia como en altura—, que se distingue de las otras torres por su estructura octogonal (en lugar de redonda) elevada sobre una alta base cúbica, más ancha y separada por una imposta. Por delante de la base hay una estructura de medio centenar de columnas, coronada por cabezas de león. A diferencia de las otras torres, su cúpula carece del tambor octogonal, pero cuenta con más espacio para incluir los arcos adornados de las ventanas. Es también la única cúpula rematada con una linterna (con un balcón que sirve de mirador), en sí coronada por la estatua dorada de Mercurio, el punto más alto de la estructura. La azotea está decorada con varios grupos escultóricos alegóricos, diseñados por Engelbert Peiffer, que representan al sistema postal, el teléfono y la telegrafía.
Entre 1898 y 1901, se llevó a cabo la ampliación del edificio a lo largo de la Gorch-Fock-Wall, basada en planos del arquitecto municipal Paul Schuppan, conocido sobre todo por sus proyectos para la administración postal – entonces una institución de gran importancia a nivel estratégico y social. La ampliación constaba de hecho de la construcción de un edificio adicional, de dos plantas de techo alto, más largo y algo más bajo (creando de hecho un complejo), que se unía al edificio principal por medio de un estrecho muro conector, con una puerta que con los años serviría para la entrada al garaje del edificio, donde los vehículos de reparto postal cargaban y descargaban su carga. La utilización de ladrillo rojo y piedra natural en las paredes y muros de la sección ampliada suponía una continuación arquitectónica más moderna del edificio principal.
A diferencia de muchas edificaciones del centro de Hamburgo, el edificio permaneció prácticamente intacto durante las dos guerras mundiales. El estado de las fachadas originales y las ventanas (tanto los marcos como los cristales) se encontraban en una condición tan buena a finales de la Segunda Guerra Mundial, que en las mejoras de las siguientes décadas ni se tocaron, y solo en la última gran reforma de 2011 se cambiaron los cristales por unos más eficientes para el ahorro energético. En cambio, el interior de los edificios sí que se encontraba obsoleto, por lo que sería objeto de importantes obras de rehabilitación en el marco de los proyectos de mejoras.

Vistas y aspectos arquitectónicos del edificio
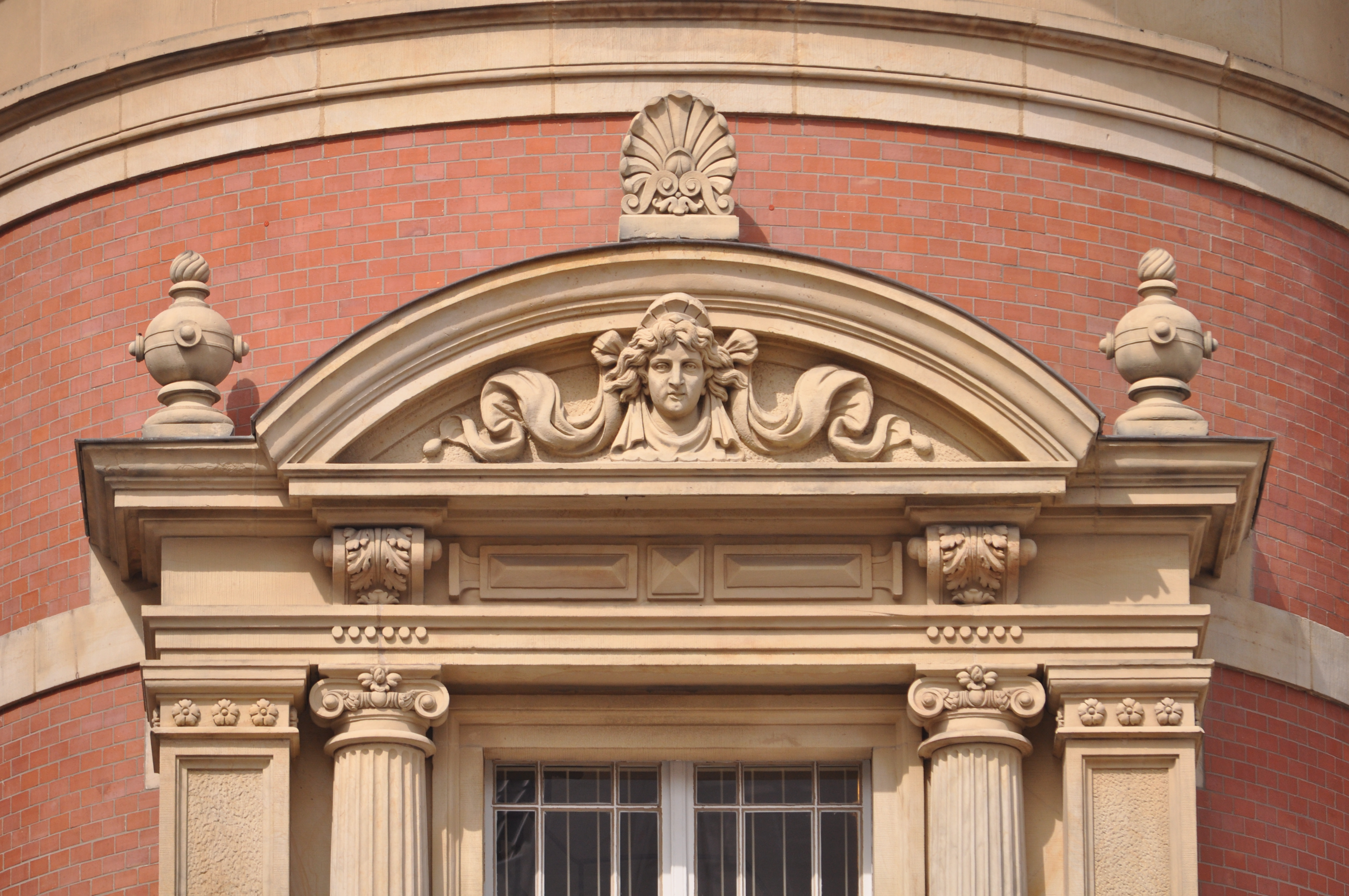
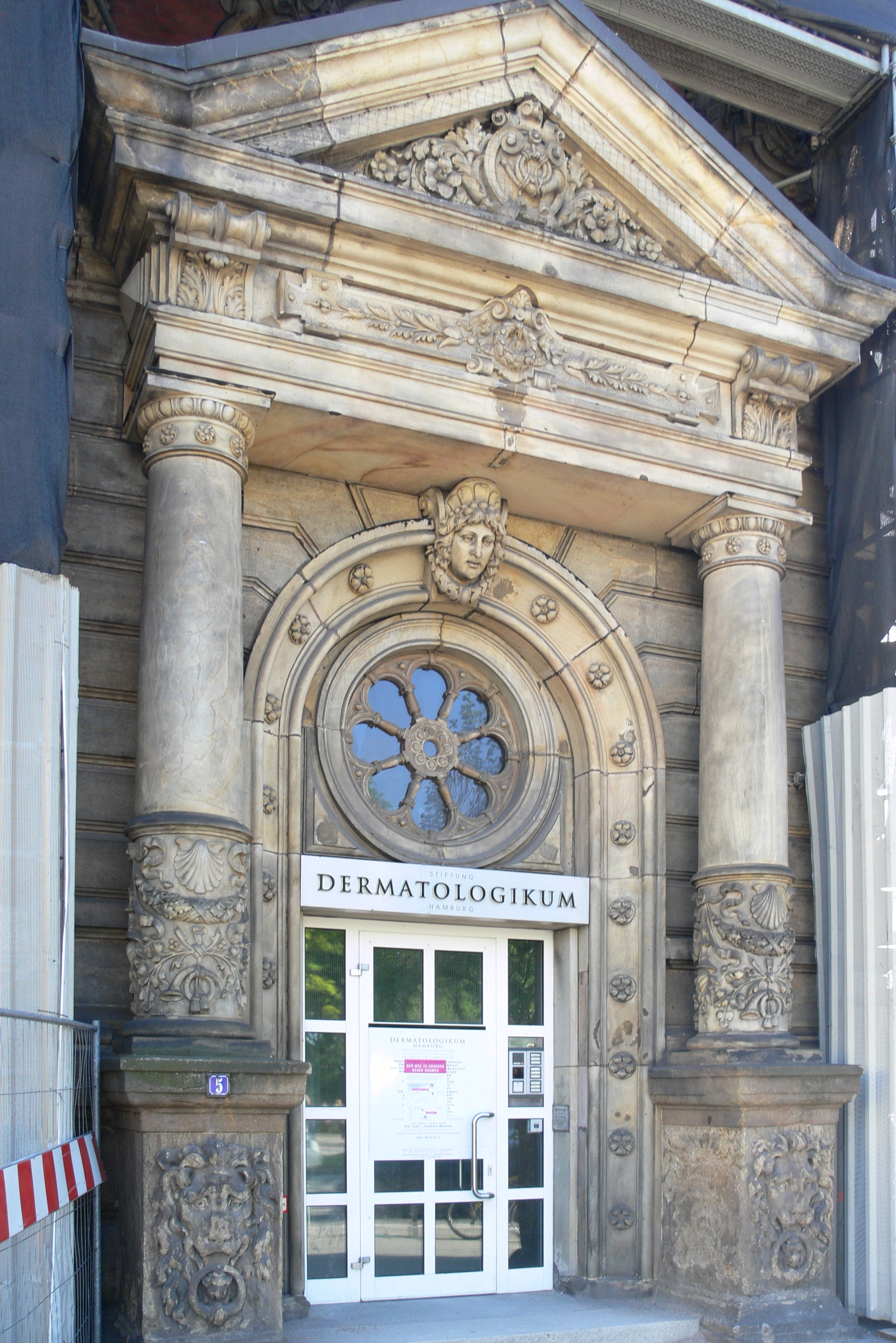
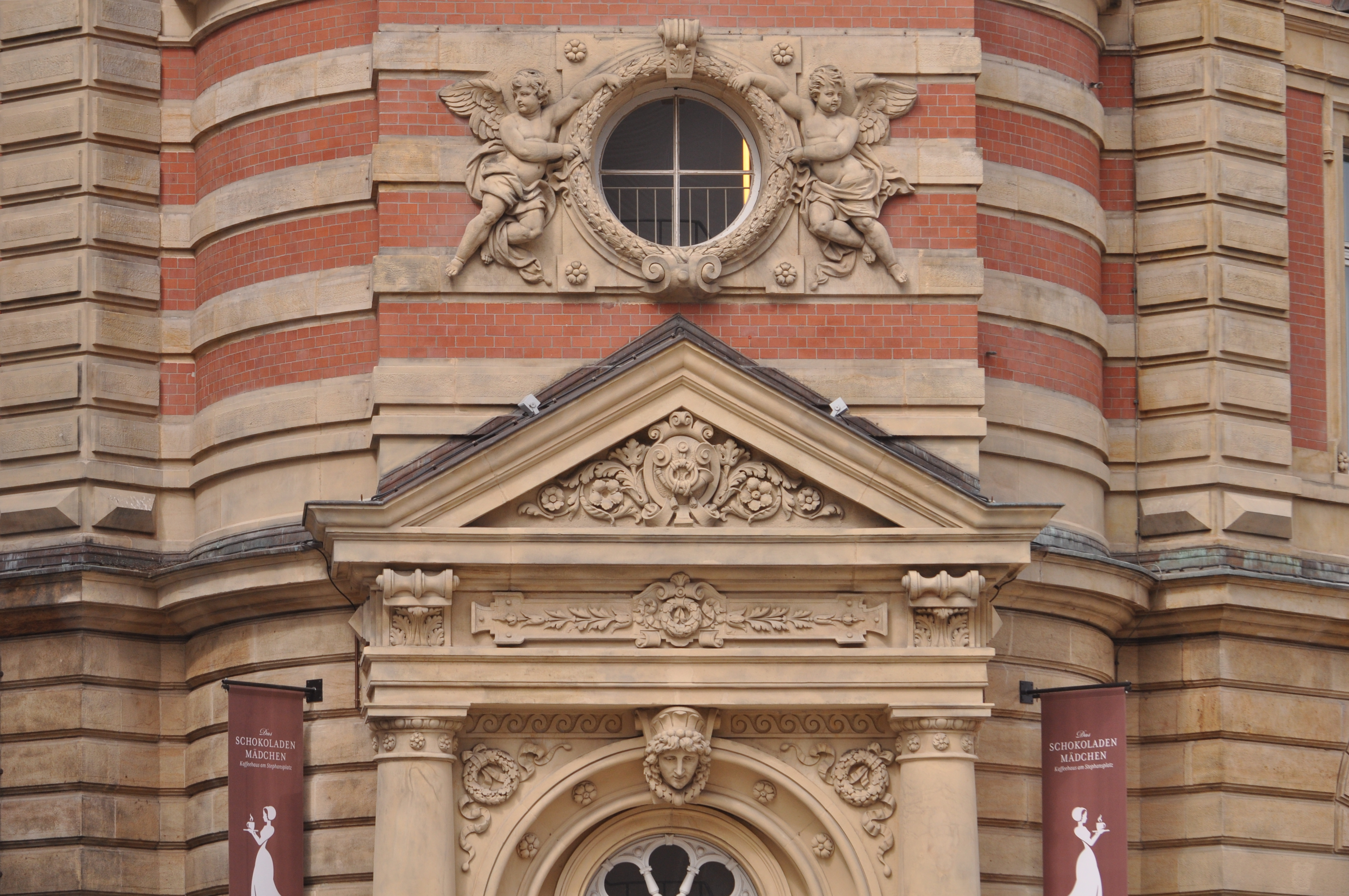
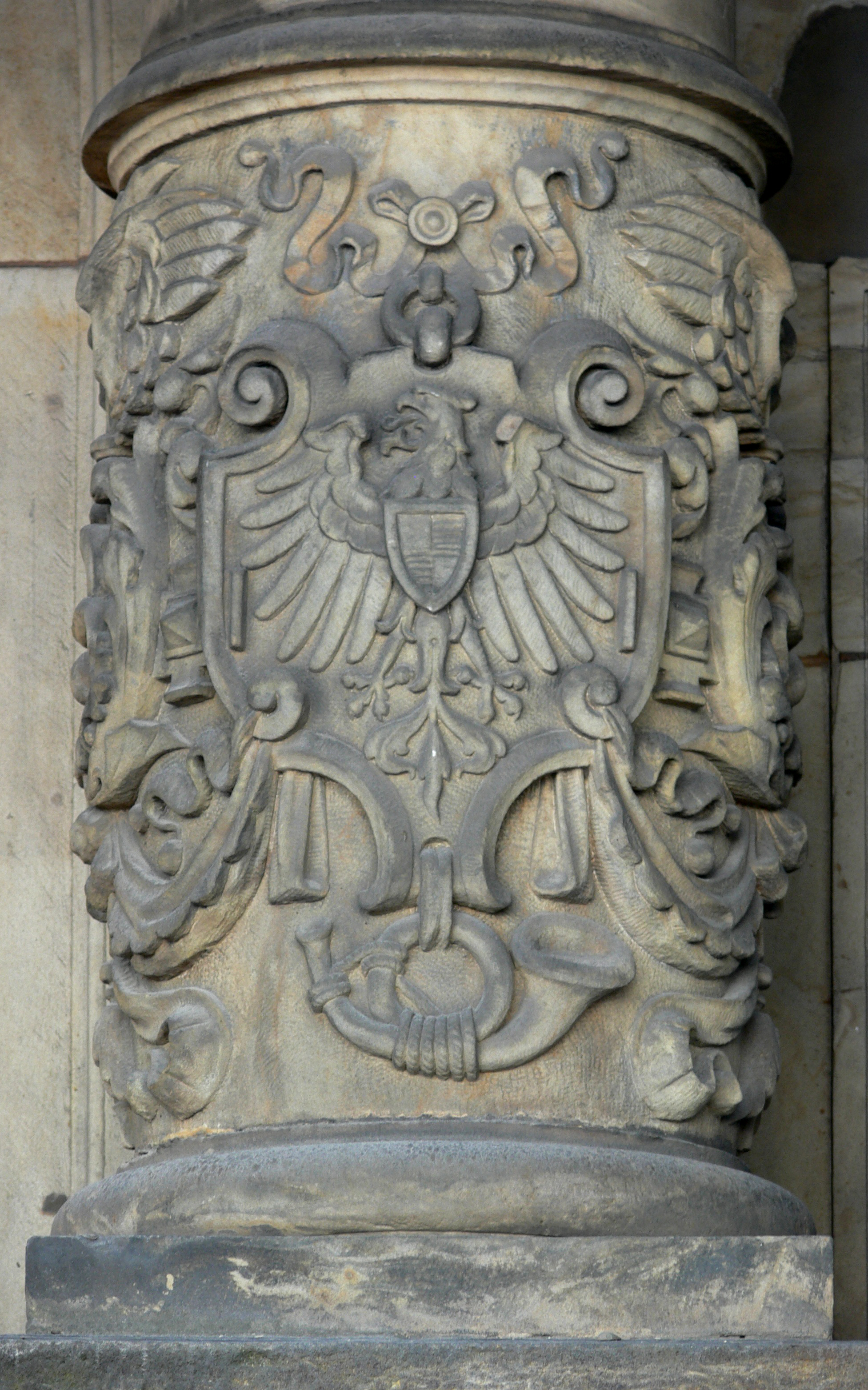
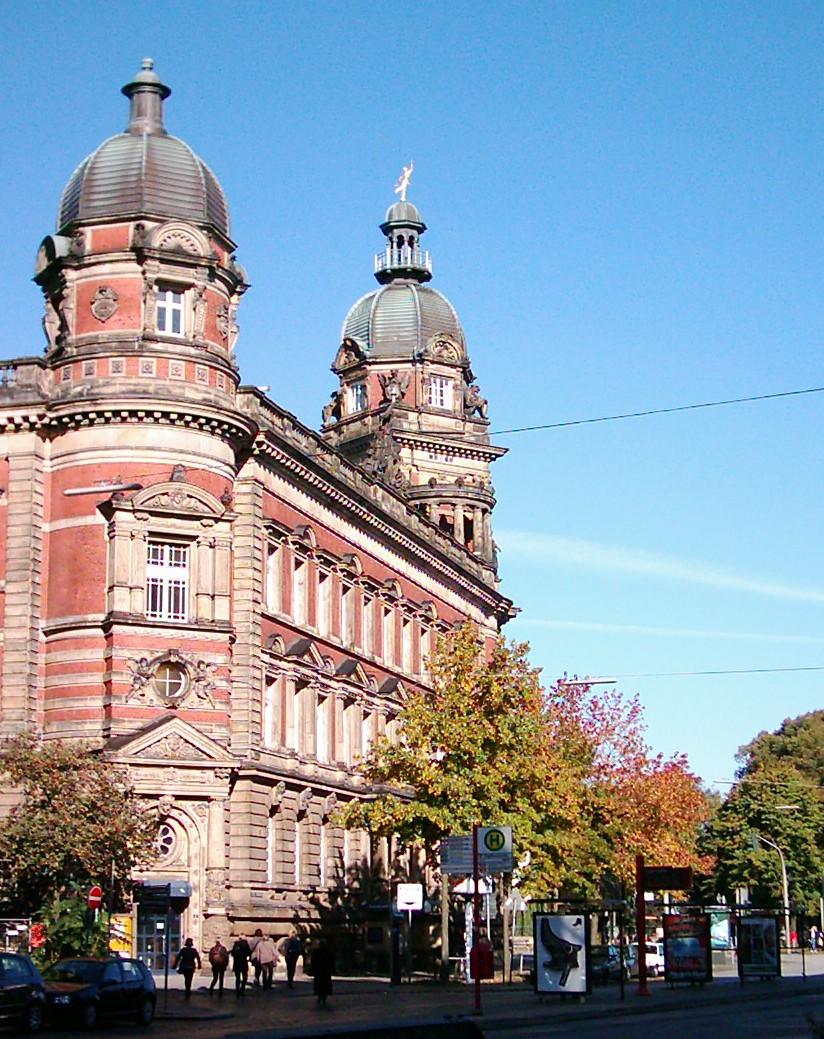
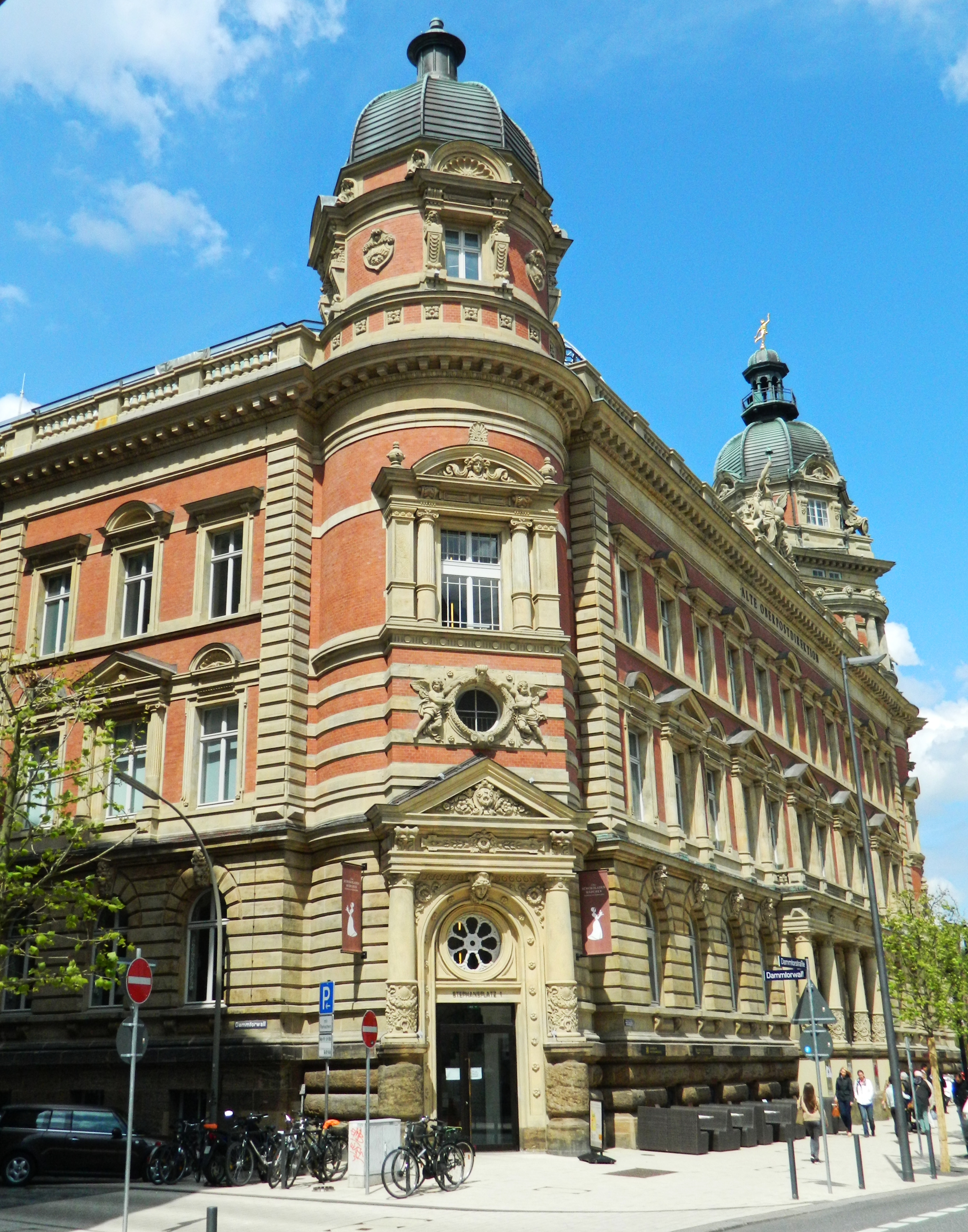
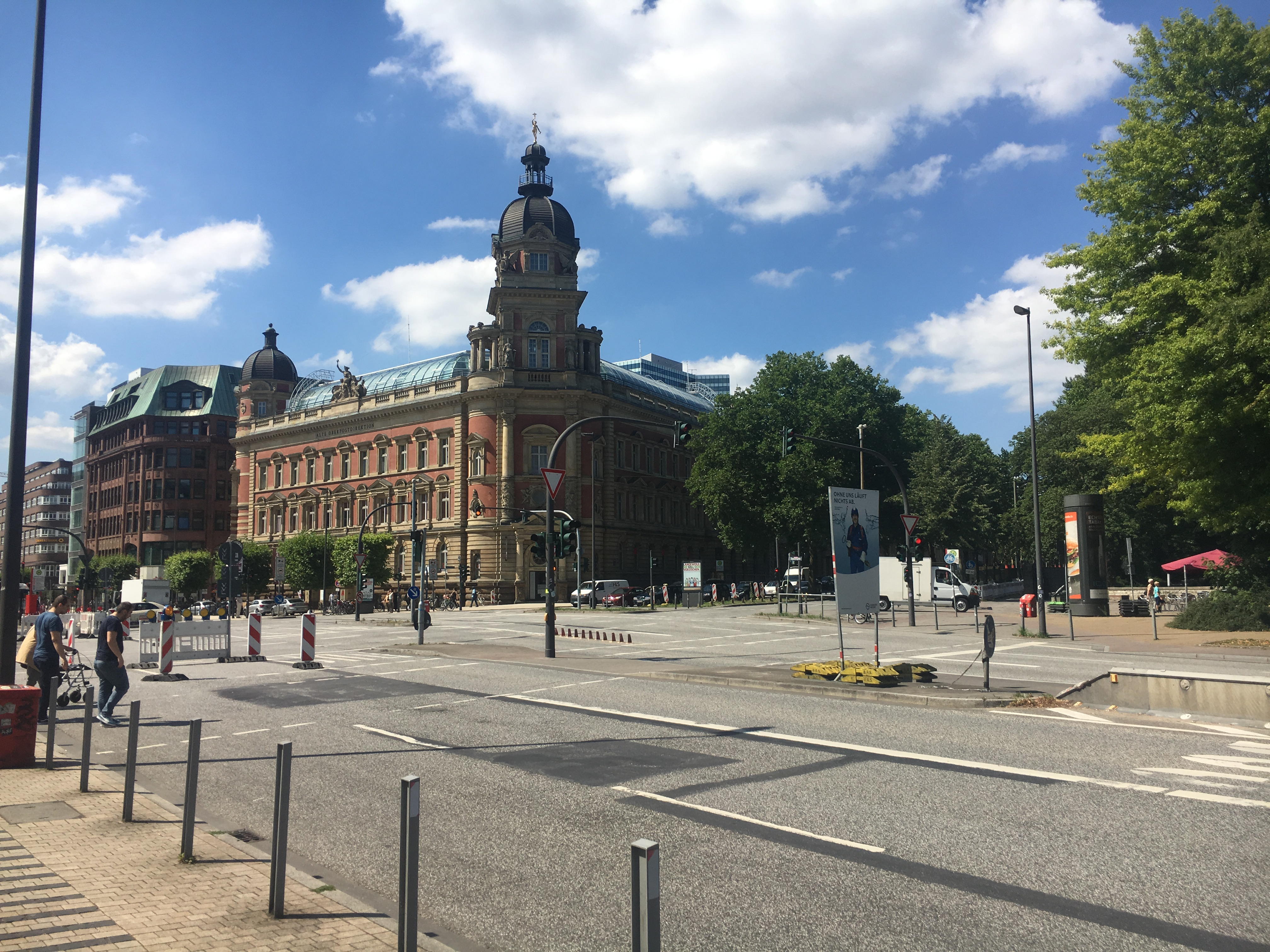

En 1978, la institución postal se trasladó a un nuevo edificio en la City Nord, una gigante construcción erigida al estilo brutalista con capacidad para hacer frente a las grandes necesidades de la época en materia de comunicación. No obstante, la administración de telégrafos y el Museo de la Comunicación (cerrado en 2009) permanecieron en el edificio. Hasta finales de 2000, también se encontraba allí la oficina de correo local.

### Últimas reformas y uso actual
A finales de la década de 1990, el complejo fue vendido a la filial hamburguesa del grupo holandés DWI, quien en 2001 lanzó un exhaustivo proyecto de renovación y ampliación con una inversión total de entre 140 y 150 millones de euros. Es cuando se construye la cuarta planta y el techo de cristal que la conforma. Durante estas obras, la totalidad de la estructura interna original de acero fue desmontada, planteando un reto con respecto a la manipulación y transporte de los grandes bastidores de acero —de hasta 15 metros de longitud—, muchos de los cuales, conforme lo dispuesto en la ley de monumentos, tuvieron que ser registrados de antemano y su posición original determinada y documentada, antes de proceder al remontaje de la estructura en cumplimento de las normas modernas de construcción. Durante las obras, el edificio se redujo esencialmente a sus muros exteriores, y su interior fue reconstruido y ampliado, recibiendo una nueva planta en el lado de la Dammtorwall. El ya existente pabellón se complementó con una estructura de hormigón armado, y se ha conservado en la entrada a la suntuosa sala principal —de 3000 m²—, el gran cuadro de un Otto von Bismarck sobredimensionado. La rehabilitación del complejo se hizo teniendo en cuenta su futuro uso como centro comercial y edificio de clínicas médicas, aunque parte de la ampliación de la Gorch-Fock-Wall alberga desde 2018 algunas instalaciones de la Universidad de Hamburgo.